# Mithridates III av Pontus
Mithridates III av Pontus, död 190 f. Kr., var regerande kung av Pontus mellan 210 f.Kr. och 190 f. Kr.
Han är en av de kungar man har minst information om av alla ur hans dynasti. Mycket litet dokumentation om kungariket Pontus återstår från dessa år, och varken hans namn eller vilka årtal han regerade under anses bekräftade. Hans namn har till exempel räknats ut på grund av det faktum att ytterligare en regent med detta namn behövs i regentlistan för att få numreringen för de fortsatta namnen i regentlistan att stämma.